# NGC 2334
NGC 2334 este o galaxie lenticulară situată în constelația Linxul. A fost descoperită în 2 ianuarie 1851 de către William Parsons, 3rd Earl of Rosse⁠(d). Se află la o distanță de 84,85 de megaparseci de Pământ.